# 母の肖像 (フランツ・マルク)
『母の肖像』（ははのしょうぞう、ドイツ語: Bildnis der Mutter）は、フランツ・マルクの油絵である。マルクの最初期の有名作品の一つであり、ミュンヘン・レンバッハハウス美術館にコレクションとして所蔵されている。

## 経緯
本作は1902年に、マルクのミュンヘン美術院における修業時代に完成された。同年マルクは、『父の肖像』も描いている。

## 解説
本作はの大きさは、高さ98.5cm・幅70cmである。キャンバスに油絵具で描かれている。
本作は、マルクの母ゾフィー・マルク（旧姓マウリツェ Maurice 1847年–1926年）が黒衣を着て紅いスカーフをまとい、籐製の椅子に腰掛けて読書している場面を描いている。
フォルムや構図は、早くもおよそ1年の学習で、マルクがいかに巧みにミュンヘン派の画家の手法を操っているかを見せつけており、その点は同時代の別の絵画、たとえば『ダッハウ湿原の小屋』でも認められる。

## 註
1. 1 2 3  Städtische Galerie im Lenbachhaus, ed. (1980), Franz Marc 1880–1916 (ドイツ語), München: Prestel Verlag, pp. 132f, ISBN 3-7913-0537-9